# مونتيسوري في الولايات المتحدة

## التاريخ
بعد عام 1907، انتشر عمل ماريا مونتيسوري بسرعة في جميع أنحاء العالم، وسرعان ما وصل إلى الولايات المتحدة، حيث كان هناك العديد من الشخصيات العامة، والتي اعترفت بقيمة عملها مع الأطفال، وسعت إلى تشجيعها والتعاون معها، مثل ألكسندر غراهام بيل وزوجته، مابل، توماس إديسون، وودرو ويلسون وآخرون.  

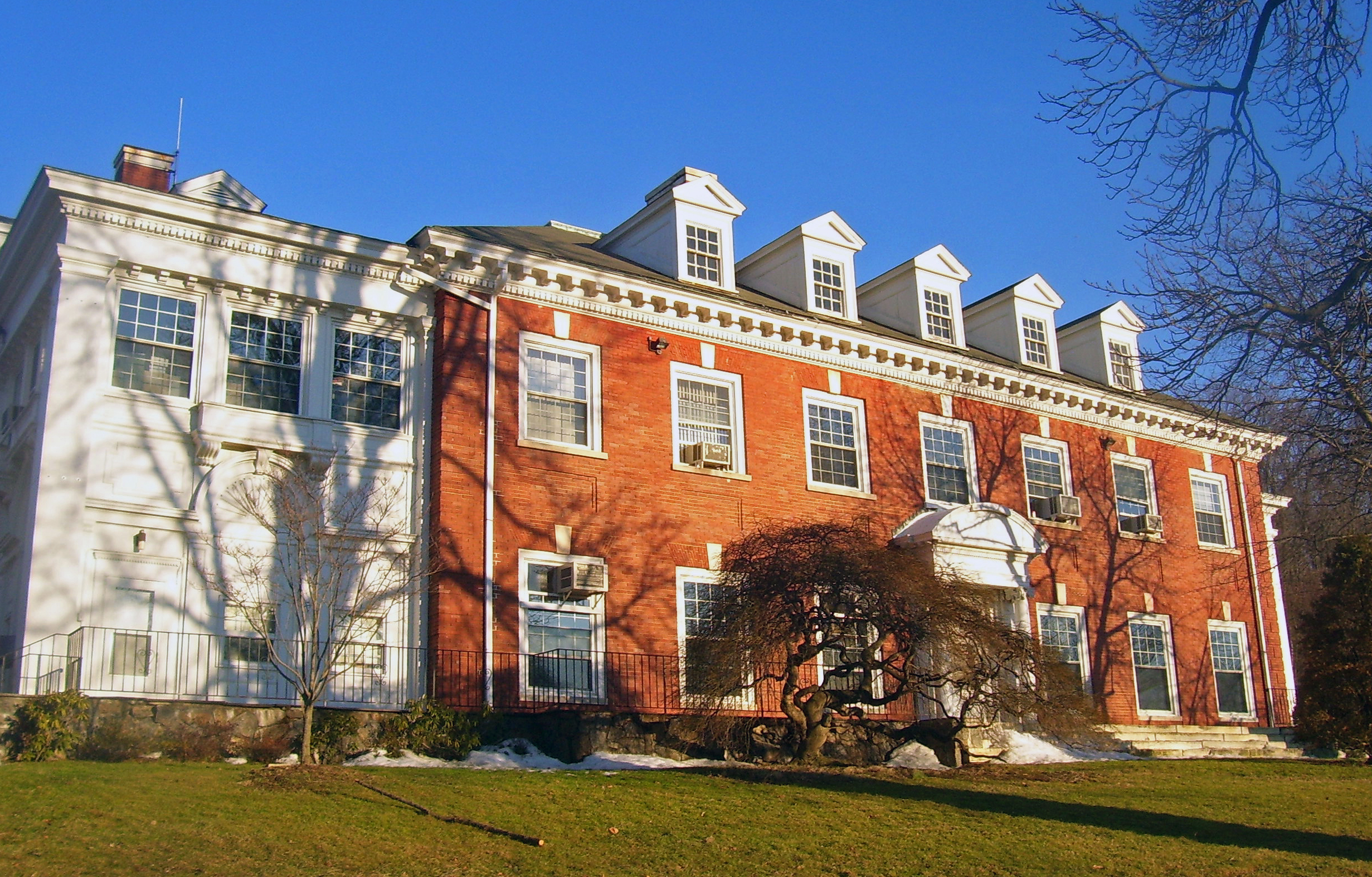
قصر إدوارد هاردين في سليبي هولو، نيويورك، موطن أول مدرسة مونتيسوري في الولايات المتحدة في عام 1911. وهو مدرج في السجل الوطني للأماكن التاريخية.

في عام 1914، ألقت مونتيسوري محاضرة في قاعة كارنيجي في مدينة نيويورك. بحلول عام 1915، كانت قد دُعيت للمشاركة في معرض بنما والمحيط الهادئ الدولي في سان فرانسيسكو، للاحتفال بافتتاح قناة بنما. 
هذا الحماس الأمريكي المبكر لمونتيسوري لم يدم طويلاً، في عام 1914 تم نشر كتاب ينتقد نظام مونتيسوري، وهو كتيب شديد القسوة من تأليف ويليام هيرد كيلباتريك، داعية لنظريات جون ديوي في التعليم؛ بحلول عام 1920، اختفت مدارس مونتيسوري فعليًا من الولايات المتحدة. لم يحدث انتعاش المدارس في طريقة مونتيسوري إلا بعد عام 1960، عندما ذهبت نانسي ماكورميك رامبوس ومارجريت ستيفنسون، اللتان عملت كل منهما مع مونتيسوري في أوروبا، إلى الولايات المتحدة بشكل منفصل.
في عام 1960، نظمت قامت جمعية مونتيسوري الأمريكية (AMS) بإضفاء الطابع الأمريكي على طريقة مونتيسوري وجعلتها ذات صلة بالثقافة الشعبية اليوم.  في عام 1958، تأسست مدرسة ويتبي في غرينتش، كونيتيكت كأول مدرسة AMS مونتيسوري في الولايات المتحدة، تليها في عام 1960 بافتتاح مدرسة صوفيا مونتيسوري افتتحها توم لاوغلين. تم تغيير اسم المدرسة لاحقًا إلى مدرسة سانتا مونيكا مونتيسوري. في عام 1963، تأسست مدرسة كامبريدج مونتيسوري في الطابق السفلي من كنيسة القديس بارثولوميو في كامبريدج، ماساتشوستس، التي تضم 50 طالبا. في عام 1961، أرسل ماريو مونتيسوري، رئيس رابطة مونتيسوري الدولية (AMI)، ستيفنسون كممثل شخصي له إلى الولايات المتحدة، وحصل بعد ذلك على إذن لإنشاء مكتب فرعي لـ AMI في الولايات المتحدة ، والذي تم تأسيسه في 1970. 
في عام 1967، نشأ نزاع بشأن العلامة التجارية حول استخدام مصطلح "مونتيسوري" بين AMS و AMI. تم حسم هذا النزاع أخيرًا من قبل مجلس الولايات المتحدة الأمريكية لبراءات الاختراع ومحاكمة العلامات التجارية ومحكمة الاستئناف في عملها لرفض منح الاستخدام الحصري لمصطلح "مونتيسوري" لأي منظمة "مونتيسوري" بعينها، معتبرةً أن مصطلح "مونتيسوري" له نوع عام و/ أو أهمية وصفية. " 
كانت الخلافات حول ما هي مدرسة مونتيسوري جانبًا مستمرًا من تاريخ تعليم مونتيسوري، حيث نشأت بشكل خاص حول مختلف الفلسفات والاهتمامات المتنافسة في تمثيل طريقة مونتيسوري. على الرغم من هذه النزاعات، يوجد حاليًا أكثر من 5000 مدرسة تم تحديدها بطريقة ما باستخدام طريقة مونتيسوري .

## مدارس مونتيسوري

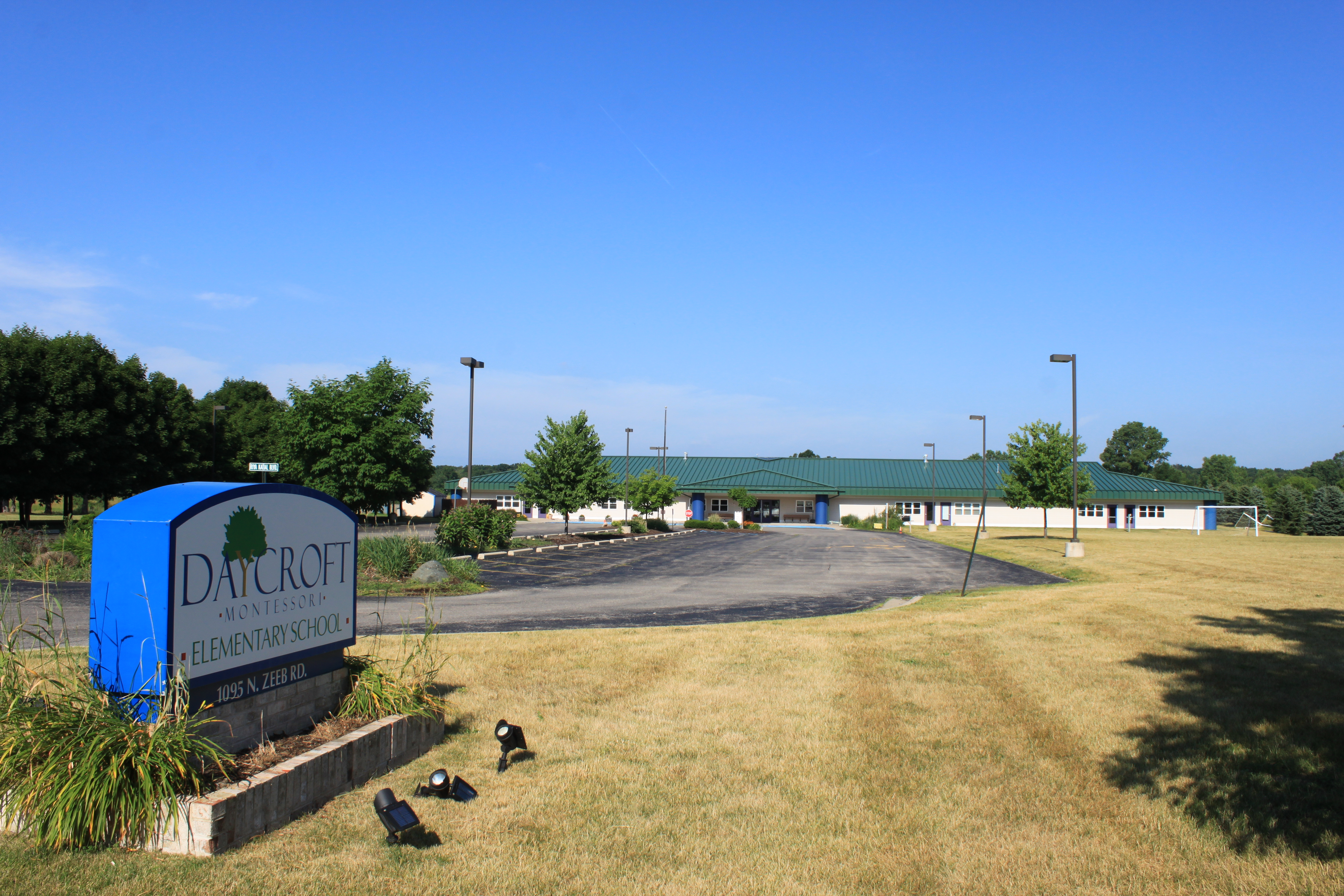
مدرسة مونتيسوري في بلدة ، ميشيغان

## روابط خارجية
- جمعية مونتيسوري الأمريكية
- جمعية مونتيسوري الدولية / الولايات المتحدة الأمريكية
- أصدقاء مونتيسوري / الولايات المتحدة الأمريكية
- المركز الوطني لمونتيسوري في القطاع العام